# Eco.mont
eco.mont – Journal on Protected Mountain Areas Research and Management (usualmente abreviado como eco.mont), é uma revista científica com revisão por pares (peer-review) sobre áreas protegidas em montanhas, publicada desde 2009 pela Academia Austríaca de Ciências, Instituto de Investigação Interdisciplinar de Montanha.
O seu factor de impacto, em 2016, tinha um valor de 0,333.